# Раду, Элена
Элена Раду (рум. Elena Radu; 24 марта 1975, Погоанеле) — румынская гребчиха-байдарочница, выступала за сборную Румынии во второй половине 1990-х годов. Бронзовая призёрша летних Олимпийских игр в Сиднее, двукратная чемпионка Европы, победительница многих регат национального и международного значения.

## Биография
Элена Раду родилась 24 марта 1975 года в городе Погоанеле жудеца Бузэу.
Первого серьёзного успеха на взрослом международном уровне добилась в 1997 году, когда попала в основной состав румынской национальной сборной и побывала на возобновлённом чемпионате Европы в болгарском Пловдиве, откуда привезла две награды золотого достоинства, выигранные в зачёте четырёхместных байдарок на дистанциях 200 и 500 метров. Два года спустя выступила на европейском первенстве в хорватском Загребе, где стала бронзовой призёршей в двойках на дистанции 1000 метров.
Благодаря череде удачных выступлений Раду удостоилась права защищать честь страны на летних Олимпийских играх 2000 года в Сиднее — в составе четырёхместного экипажа, куда также вошли гребчихи Ралука Ионицэ, Марьяна Лимбэу и Санда Тома, завоевала на дистанции 500 метров бронзовую медаль, проиграв на финише только экипажам из Германии и Венгрии. Вскоре по окончании этих соревнований приняла решение завершить карьеру профессиональной спортсменки, уступив место в сборной молодым румынским гребчихам.